# Yokosuka E14Y
Yokosuka E14Y (amerykańskie oznaczenie kodowe Glen) – lekki wodnosamolot rozpoznawczy Japońskiej Cesarskiej Marynarki Wojennej, przeznaczony do przewożenia i użycia z pokładów okrętów podwodnych. Zaprojektowany pod koniec lat 30., był używany w czasie II wojny światowej w kilku misjach zwiadowczych. We wrześniu 1942 roku Glen pilotowany przez Nobuo Fujitę dwukrotnie dokonał bombardowania terytorium kontynentalnej części Stanów Zjednoczonych.

## Projektowanie i budowa
Yokosuka E14Y powstał w ramach trzeciego planu rozwoju sił podwodnych Cesarskiej Marynarki Wojennej z 1937 roku, na podstawie wymagań 12-Shi na następcę wodnosamolotu Watanabe E9W, dostosowanego do bazowania na nowo projektowanych oceanicznych okrętach podwodnych. Jego głównym projektantem był Mitsuo Yamada z Lotniczego Arsenału Technicznego Marynarki w Yokosuce (Kaigun Koku Gujitsusho, w skrócie Kugisho).
Arsenał w Yokosuce wybudował dwa samoloty prototypowe. Pierwszy lot E14Y, pilotowanego przez porucznika Okhane, odbył się w 1939 roku. Po pomyślnym przejściu prób i wprowadzeniu nieznacznych zmian konstrukcyjnych, mających na celu głównie zmniejszenie masy płatowca i poprawienie stabilności w locie poziomym, wytwórnia Watanabe otrzymała w 1940 roku zamówienie na 10 maszyn serii informacyjnej oraz 126 egzemplarzy produkcyjnych pod długim oznaczeniem Mały Samolot Rozpoznawczy Marynarki Wzór 0 Model 11 (krótkie oznaczenie E14Y1). Produkcja odbywała się w latach 1941–1943.

## Opis konstrukcji
Yokosuka E14Y był dwumiejscowym, wolnonośnym dolnopłatem konstrukcji mieszanej, z dwoma pływakami wspartymi na zastrzałach. Długość samolotu wynosiła 8,68 m (prototypu 8,54 m), rozpiętość 10,96 m, powierzchnia nośna 19 m², wysokość 3,8 m (prototypu 3,68 m). Kadłub miał konstrukcję z rur metalowych, krytą w przedniej części blachami duraluminiowymi, a w tylnej płótnem. Skrzydła i usterzenie miały konstrukcję mieszaną, metalowo-drewnianą, krytą płótnem, pływaki wykonane były w całości z duraluminium. Aby umożliwić bazowanie maszyny w niewielkim hangarze zabudowanym na okrętach podwodnych, skrzydła i usterzenie były składane. Płaty składały się wzdłuż kadłuba do tyłu, usterzenie poziome i górna część pionowego składana i opuszczana w dół. Pływaki były odpinane od zastrzałów i przewożone osobno. Czas przygotowania do lotu przy dobrze wyszkolonej obsłudze wynosił poniżej siedmiu minut.
Dwuosobowa załoga, pilot oraz obserwator, pełniący także funkcję radiooperatora i strzelca pokładowego, zajmowała miejsce w zamkniętej (w prototypie półotwartej) kabinie na grzbiecie kadłuba. W jej tylnej części zainstalowany był na obrotnicy karabin maszynowy Type 92, kal. 7,7 mm, służący do samoobrony. Na zamkach podskrzydłowych można było podwiesić dwie bomby o małym wagomiarze.
Napęd wodnosamolotu stanowił jeden dziewięciocylindrowy silnik gwiazdowy Hitachi GK2 Tempu 12 o mocy maksymalnej 340 hp, chłodzony powietrzem, poruszający dwułopatowym drewnianym śmigłem o stałym skoku. Nadawał on samolotowi prędkość maksymalną 133 węzłów (ok. 246 km/h). "Glen" miał zasięg maksymalny 475 mil morskich (ok. 880 km) i pułap 5420 m.

## Użycie operacyjne
Samoloty Yokosuka E14Y rozpoczęły swój udział w II wojnie światowej 17 grudnia 1941 roku od lotów rozpoznawczych na bazę amerykańską w Pearl Harbor, dla oceny skutków ataku z 7 grudnia. Później były wykorzystywane do kolejnych rekonesansów nad bazami alianckimi na Hawajach, Aleutach, Madagaskarze i w Afryce Wschodniej, Australii (w tym przed atakiem na port w Sydney) oraz Nowej Zelandii i Oceanii. Ponadto były używane do patrolowania japońskich wód macierzystych oraz z pokładów statków handlowych.
Wodnosamolot katapultowany z okrętu podwodnego I-25, z załogą: Nobuo Fujita (pilot) i Shoji Okuda (obserwator), dokonał w dniach 9 i 29 września 1942 roku dwóch nalotów na kompleksy leśne w Oregonie. Za każdym razem zrzucono po dwie bomby zapalające o wagomiarze 76 kg, z zamiarem wywołania pożarów lasów. Z czterech bomb jedynie dwie eksplodowały, ale, ponieważ poszycie leśne było wilgotne po niedawnych deszczach, nie spowodowało to większych szkód. Były to jedyne podczas II wojny światowej naloty lotnicze na kontynentalną część Stanów Zjednoczonych.